# Dollaro della Columbia Britannica
Il dollaro fu la valuta della Columbia Britannica dal 1865 al 1871. Sostituiva la sterlina britannica con un tasso di  1 sterlina = 4,866 dollari ed aveva lo stesso valore del dollaro canadese, da cui fu sostituito. Il dollaro era suddiviso in 100 cent. Non furono coniate monete separate e circolavano quelle del dollaro canadese.
Il dollaro era stato adottato come valuta anche dalla colonia dell'Isola di Vancouver già nel 1863. Perciò divenne la valuta delle united colony formata nel 1866.

## Banconote
Anche se il dollaro fu adottato come valuta ufficiale della colonia nel 1865, sia il Treasury che alcune banche del Canada introdussero della banconote nel 1862, denominate in dollari. Le banconote del Tesoro avevano le  denominazione da 5, 10 e 25 dollari, mentre  quelle emesse dalla Bank of British Columbia, avevano i valori di  1, 5, 20, 50 e 100 dollari.